# Catoria subflavaria
Catoria subflavaria är en fjärilsart som beskrevs av Charles Oberthür 1913. Catoria subflavaria ingår i släktet Catoria och familjen mätare. Inga underarter finns listade i Catalogue of Life.